# Nazismo Austríaco
O Nazismo Austríaco ou Nacional-Socialismo Austríaco foi um movimento pan-germânico que se formou no início do século XX. O movimento tomou forma concreta em 15 de novembro de 1903, quando o Partido dos Trabalhadores Alemães (DAP) foi estabelecido na Áustria, com seu secretariado sediado na cidade de Aussig (hoje Ústí nad Labem, na República Tcheca). Foi suprimido sob o governo de Engelbert Dollfuss (1932–1934), com sua organização política, o DNSAP ("Partido Nacional-Socialista dos Trabalhadores Alemães") banido no início de 1933, mas foi revivido e tornou-se parte do Partido Nazista Alemão após a anexação alemã da Áustria em 1938. 

## Origens
Franko Stein, de Eger (hoje Cheb, República Tcheca) e um aprendiz de encadernador, Ludwig Vogel, de Brüx (hoje Most, República Tcheca), organizaram a Deutschnationaler Arbeiterbund (Liga Nacional dos Trabalhadores Alemães) em 1893. Era um grupo de trabalhadores, aprendizes e sindicalistas das ferrovias, minas e indústrias têxteis, que defendiam o nacionalismo como resultado de seus conflitos com as parcelas não alemãs da força de trabalho, especialmente nos sistemas ferroviários. Em 1899, Stein conseguiu convocar um congresso de trabalhadores em Eger e promulgou um programa de 25 pontos. 
Outra convenção foi convocada em abril de 1902, sob o título de "Associação dos Trabalhadores Políticos Alemães para a Áustria" (em alemão:  Deutschpolitischer Arbeiterverein für Österreich), em Saaz. Em Aussig, em 15 de novembro de 1903, eles se reorganizaram sob o nome de "Partido dos Trabalhadores Alemães na Áustria" (em alemão:  Deutsche Arbeiterpartei in Österreich). Em outros congressos do partido, Hans Knirsch propôs que se autodenominassem Partido dos Trabalhadores "Nationalsozialistische" (Nacional-Socialista) ou "Deutsch-Soziale" (social-alemão). Os grupos boêmios bloquearam a proposta, pois não queriam copiar o nome do Partido Social Nacional Tcheco. Um dos primeiros membros deste grupo é Ferdinand Burschowsky, um impressor de Hohenstadt (Morávia), que era ativo na escrita e publicação. 

## DNSAP
Num congresso do partido em Viena, em maio de 1918, o DAP mudou o seu nome para Deutsche Nationalsozialistische Arbeiterpartei (DNSAP). Produziu um Programa Nacional-Socialista, que se acredita ter influenciado o manifesto nazista alemão posterior. A partir de 1920, a suástica foi adicionada como símbolo do partido. Antes de 1920, consistia em um martelo, folhas de carvalho e uma pena.  
A DNSAP austríaca dividiu-se em várias facções em 1923 e novamente em 1926, a Deutschsozialen Verein (Associação Social Alemã) liderada pelo Dr. Walter Riehl, o Schulz-Gruppe,   NSDAP-Hitlerbewegung e outros grupos dissidentes.  Depois de 1930, a maioria dos antigos membros do DNSAP tornaram-se apoiadores do NSDAP alemão liderado pelo austríaco Adolf Hitler e foram um dos principais elementos que lideraram o golpe pró-nazista em 1938, que resultou na Anschluss da Áustria com a Alemanha.
De acordo com o estudioso do fascismo Stanley G. Payne, se as eleições tivessem sido realizadas em 1933, o DNSAP poderia ter reunido cerca de 25% dos votos. Os analistas da revista Time contemporânea sugeriram um apoio maior de 50%, com uma taxa de aprovação de 75% na região do Tirol, na fronteira com a Alemanha Nazista. 

Os líderes do partido, que foram apelidados de Landesleiter devido ao reconhecimento de Hitler como Führer geral, incluíam Alfred Proksch (1931–33), Hermann Neubacher (1935) e Josef Leopold (1936–38), embora o poder real frequentemente estivesse com Theodor Habicht, um alemão enviado por Hitler para supervisionar a atividade nazista na Áustria. 

## Resultados eleitorais
| Data | Votos   | Votos | Votos | Assentos | Assentos | Posição          | Tamanho |
| Data | N°      | %     | ±     | N°       | ±        | Posição          | Tamanho |
| ---- | ------- | ----- | ----- | -------- | -------- | ---------------- | ------- |
| 1930 | 111.627 | 3.03  | Novo  | 0 / 165  | Novo     | Extraparlamentar | 5º      |